# Palazzo Turchi di Bagno

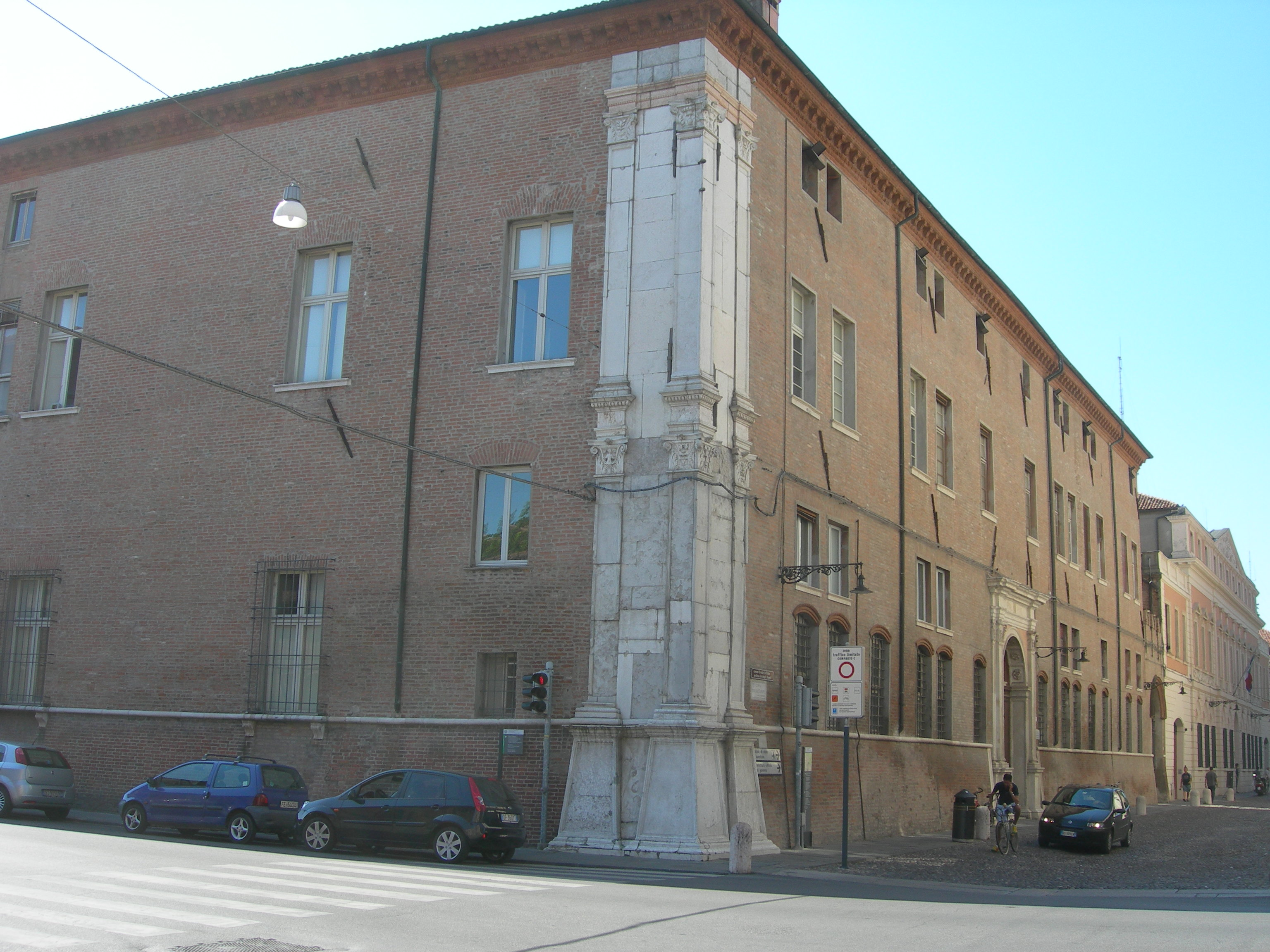
Palazzo Turchi di Bagno (Ferrara)

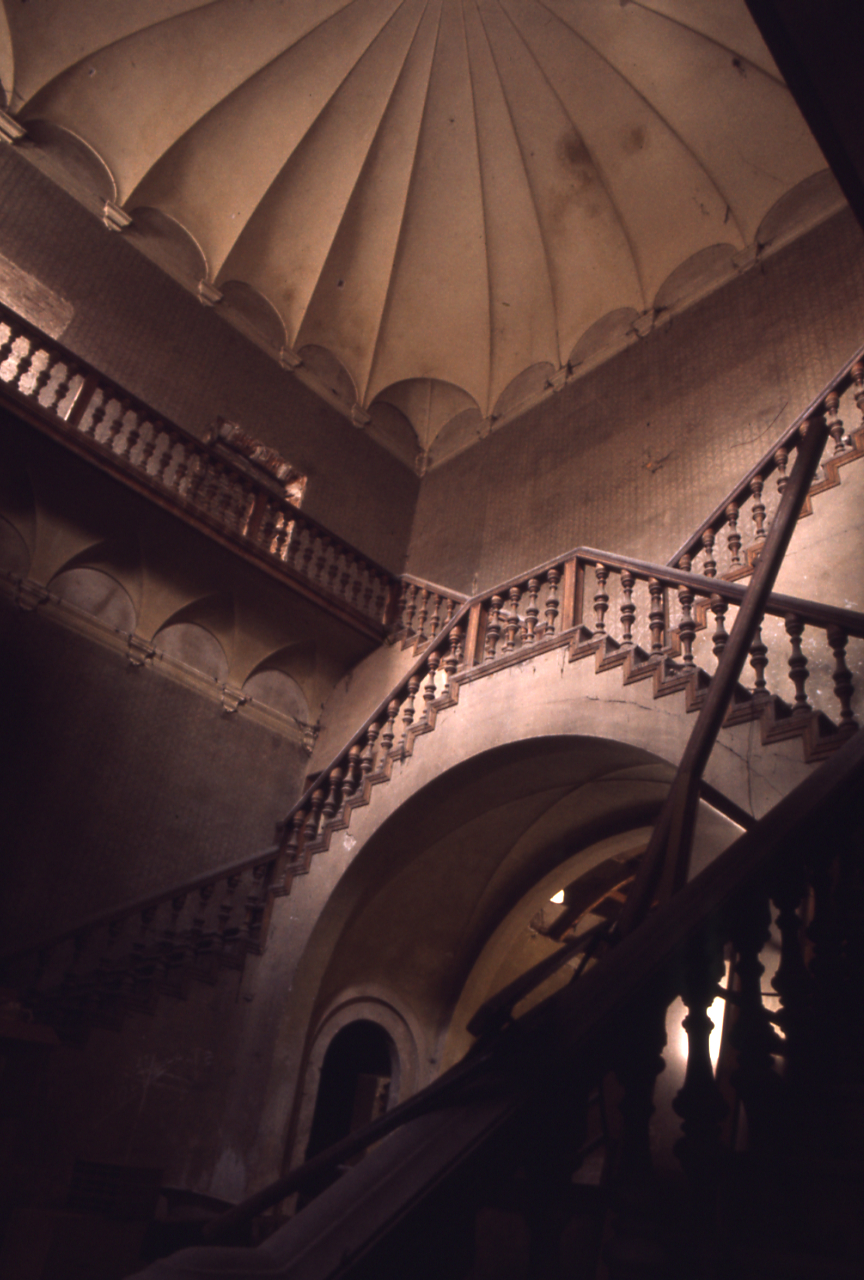
Traphal

Het Palazzo Turchi di Bagno is een universiteitsgebouw in de stad Ferrara (Italië), en dit sinds de Tweede Wereldoorlog. Het was voordien de residentie van de adellijke families Turchi en di Bagno.

## Historiek
Ercole I d’Este, hertog van Ferrara, Modena en Reggio, startte in 1498 met de bouw van het Palazzo. Dit bouwwerk was slechts een deel van een groots urbanistisch plan in Ferrara. In het concept van Ercole I d’Este moesten er verschillende paleizen staan rond het Kruispunt der Engelen of de Quadrivio degli Angeli. Architect Biagio Rossetti tekende de plannen voor de nieuwe wijk met bijhorende paleizen.
Nauwelijks afgewerkt verkocht Ercole I d’Este het Palazzo aan Aldobrandino Turchi, een telg uit de patriciërsfamilie Turchi in Ferrara. Later kwam het Palazzo in handen van een andere vooraanstaande familie, de familie di Bagno. Markies Guidi di Bagno, bijvoorbeeld, was een generaal in het leger van de Pauselijke Staat. Vandaar droeg het paleis de dubbele naam Turchi-di Bagno. 
Een opvallend kenmerk van het gebouw is de afwezigheid van versieringen, één Korinthische zuil niet te na gesproken. Dit staat in tegenstelling tot andere paleizen rond het Kruispunt der Engelen. 
In 1933 eiste de militaire overheid van Ferrara het paleis op. Tijdens de Tweede Wereldoorlog werd het gebombardeerd. 
Nadien werd het Palazzo Turchi di Bagno gerestaureerd en nam de universiteit van Ferrara het in gebruik. Thans zetelt er de afdeling Natuurwetenschappen, alsook het universitair museum voor paleontologie en prehistorie Piero Leonardi.